# Pont-Saint-Pierre
Pont-Saint-Pierre ist eine französische Gemeinde mit 1137 Einwohnern (Stand 1. Januar 2022) im Département Eure in der Region Normandie. Sie gehört zum Arrondissement Les Andelys und zum Kanton Romilly-sur-Andelle. Der Ort liegt am Ufer des Flusses Andelle.

## Geschichte
Saint-Nicolas-de-Pont-Saint-Pierre war von 1790 bis 1801 Hauptort eines Kantons. 1809 wurde Saint-Pierre-de-Pont-Saint-Pierre eingemeindet. 1905 änderte die Gemeinde ihren Namen von Saint-Nicolas-de-Pont-Saint-Pierre nach Pont-Saint-Pierre.
Im Tal der Andelle steht die Spinnerei Fontaine-Guérard, deren Bauweise von gotischer Architektur beeinflusst ist. Sie wurde im 19. Jh. gebaut und kurz darauf bei einem Brand zerstört.

### Bevölkerungsentwicklung
- 1962: 1001
- 1968: 1046
- 1975: 1065
- 1982: 0994
- 1990: 0882
- 1999: 0940
- 2009: 1129
- 2017: 1151

## Wirtschaft
Auf dem Gemeindegebiet gelten geschützte geographische Angaben (IGP) für Schweinefleisch (Porc de Normandie), Geflügel (Volailles de Normandie) und Cidre (Cidre de Normandie und Cidre normand).